# Иловля I
Иловля I — узловая железнодорожная станция в посёлке Иловля в Иловлинском районе Волгоградской области. Станция находится в 2 км от Иловля II, и в 3 км от станции Колоцкий

## Пригородные поезда
| № поезда | Маршрут движения    | № поезда | Маршрут движения    |
| -------- | ------------------- | -------- | ------------------- |
| 6491     | Волгоград — Арчеда  | 6492     | Арчеда — Волгоград  |
| 6805     | Волгоград — Урюпино | 6810     | Урюпино — Волгоград |

## Поезда дальнего следования
| № поезда | Маршрут движения            | № поезда | Маршрут движения            |
| -------- | --------------------------- | -------- | --------------------------- |
| 15       | Волгоград — Москва          | 16       | Москва — Волгоград          |
| 89       | Волгоград — Санкт-Петербург | 90       | Санкт-Петербург — Волгоград |